# Holländermühle Büden

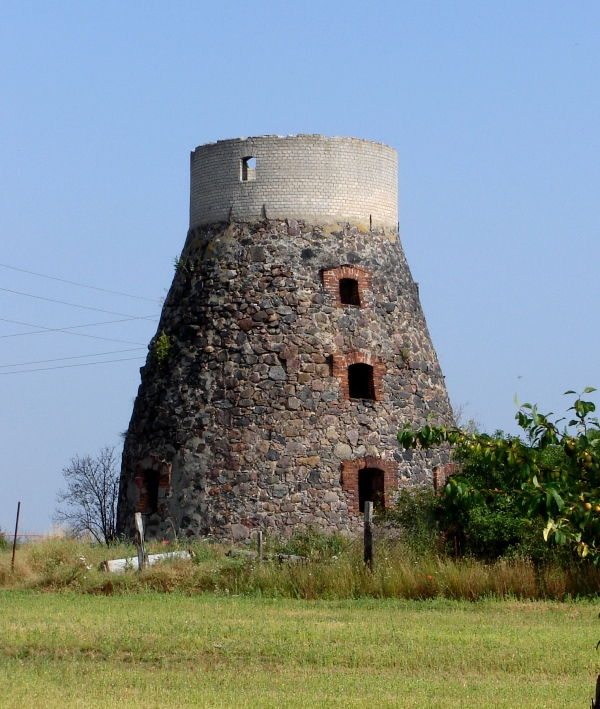
Ruine der Holländermühle in Büden

Die Holländermühle Büden ist eine denkmalgeschützte Mühle in der Ortschaft Büden der Stadt Möckern in Sachsen-Anhalt.
Im örtlichen Denkmalverzeichnis ist sie unter der Erfassungsnummer 094 71260 als Baudenkmal verzeichnet.
Die Reste der Holländermühle von Büden befinden sich am Mühlenweg in Büden. Die Mühle befand sich bis 1904 im Besitz von Carl Wesche und wurde dann von Gustav Urban übernommen. Mitte der 1920er Jahre wurde in der Mühle, die bis dahin nur durch Wind angetrieben wurde, ein Motor installiert. Die Mühle war dann noch einige Jahre bis Ende der 1920er Jahre in Betrieb. An der Mühle führte bis 1958 der Schulweg nach Wörmlitz vorbei. Der Weg ist heute ab der Mühle nicht mehr vorhanden.
Der Müller der Mühle wohnte im Haus direkt neben der Mühle, heute Mühlenweg 2.